# Liste der Bodendenkmäler in Nettetal
Die Liste der Bodendenkmäler in Nettetal enthält die denkmalgeschützten unterirdischen baulichen Anlagen, Reste oberirdischer baulicher Anlagen, Zeugnisse tierischen und pflanzlichen Lebens und paläontologischen Reste auf dem Gebiet der Stadt Nettetal im Kreis Viersen in Nordrhein-Westfalen (Stand: April 2005). Diese Bodendenkmäler sind in Teil B der Denkmalliste der Stadt Nettetal eingetragen; Grundlage für die Aufnahme ist das Denkmalschutzgesetz Nordrhein-Westfalen (DSchG NRW).

## Liste der Bodendenkmäler
| Bild | Bezeichnung                                                  | Lage | Beschreibung | Bauzeit                                       | Eingetragen seit | Denkmal- nummer |
| --- | ------------------------------------------------------------ | --- | --- | --------------------------------------------- | ---------------- | --------------- |
| weitere Bilder | Grabenanlage Schloss Krickenbeck                             | Leuth Schloßallee 1, 41334 Nettetal (Gemarkung Hinsbeck, Flur 23, Flurstücke 59, 60, Gemarkung Leuth, Flur 12, Flurstück 60) Schloßallee, 41334 Nettetal (Gemarkung Leuth, Flur 12, Flurstück 46) Karte | Es handelt sich um ein künstliches System von Wassergräben, die die durch die vorhandenen natürlichen Gewässer (Poelvenn-See, Glabbacher Bruch, Hinsbecker Bruch und Schrolik-See) geschützte Halbinsel von Schloss Krickenbeck zusätzlich umschließen.     | zwischen 1244 und 1251                        | 19.02.1988       | 1               |
| BW | Flachsrösten Hinsbeck Taubenberg (Nord)                      | Hinsbeck Heide, 41334 Nettetal (Gemarkung Hinsbeck, Flur 22, Flurstücke 147, 148, 164, 165) Karte | Es handelt sich um eine ehemalige Flachsröstenanlage mit 80 zum Teil wassergefüllten Faulgruben in einer vernässten Bachniederung. | bereits 1246 im Viersener Gebiet nachgewiesen | 28.07.1989       | 2               |
| [[Vorlage:Bilderwunsch/code!/C:51.3261424,6.3093183359375!/D:Hof Haus Milbeck, Milbecker Feld, 41334 Nettetal (Gemarkung Hinsbeck, Flur 28, Flurstück 16) Koul 4 und 4a, 41334 Nettetal (Gemarkung Hinsbeck, Flur 28, Flurstück 17) Hübecker Feld, 41334 Nettetal (Gemarkung Hinsbeck, Flur 28, Flurstück 19)!/\|BW]] | Hof Haus Milbeck                                             | Hinsbeck Milbecker Feld, 41334 Nettetal (Gemarkung Hinsbeck, Flur 28, Flurstück 16) Koul 4 und 4a, 41334 Nettetal (Gemarkung Hinsbeck, Flur 28, Flurstück 17) Hübecker Feld, 41334 Nettetal (Gemarkung Hinsbeck, Flur 28, Flurstück 19) Karte | Es handelt sich um den noch erhaltenen Graben an der Nord- und Ostseite des Hofs Haus Milbeck. | Ende 19. / Anfang 20. Jahrhundert             | 29.08.1989       | 3               |
| [[Vorlage:Bilderwunsch/code!/C:51.351953,6.232419!/D:Landwehrteilstück „Venloer Heide“ (Geldrische Grenzlandwehr), Venloer Heide, 41334 Nettetal (Gemarkung Leuth, Flur 8, Flurstücke 60, 61, 63, 122, 123, 126) Ungerstat, 41334 Nettetal (Gemarkung Leuth, Flur 8, Flurstücke 93, 96, 97, 98, 99, 100, 104, 105, 106, 107) Heerstraße, 41334 Nettetal (Gemarkung Leuth, Flur 8, Flurstücke 95, 101) Schnick, 41334 Nettetal (Gemarkung Leuth, Flur 10, Flurstücke 3, 4, 5, 6, 7, 36, 37, 38, 39, 238, 239, 240, 287) Am Schrolik, 41334 Nettetal (Gemarkung Leuth, Flur 13, Flurstücke 30, 35, 37)!/\|BW]] | Landwehrteilstück „Venloer Heide“ (Geldrische Grenzlandwehr) | Leuth Venloer Heide, 41334 Nettetal (Gemarkung Leuth, Flur 8, Flurstücke 60, 61, 63, 122, 123, 126) Ungerstat, 41334 Nettetal (Gemarkung Leuth, Flur 8, Flurstücke 93, 96, 97, 98, 99, 100, 104, 105, 106, 107) Heerstraße, 41334 Nettetal (Gemarkung Leuth, Flur 8, Flurstücke 95, 101) Schnick, 41334 Nettetal (Gemarkung Leuth, Flur 10, Flurstücke 3, 4, 5, 6, 7, 36, 37, 38, 39, 238, 239, 240, 287) Am Schrolik, 41334 Nettetal (Gemarkung Leuth, Flur 13, Flurstücke 30, 35, 37) Karte | Zwischen der Landesgrenze zu den Niederlanden und dem Schroliksee, südlich von Schloss Krickenbeck, verläuft auf einer Strecke von ca. 1.100 m eine mittelalterliche Landwehr.                                                                              | um 1350                                       | 16.02.2004       | 4               |
| [[Vorlage:Bilderwunsch/code!/C:51.302312,6.24795!/D:Grabenanlage an Weyer Kastell, Dohrstraße 55, 41334 Nettetal (Gemarkung Breyell, Flur 7, Flurstück 428) Schmaxbruch, 41334 Nettetal (Gemarkung Breyell, Flur 7, Flurstück 98) Sprinkelhofer Weg 2, 41334 Nettetal (Gemarkung Breyell, Flur 7, Flurstück 107) Weyer Kastell, 41334 Nettetal (Gemarkung Breyell, Flur 7, Flurstück 120) Am Kastell 26, 32 und 34, 41334 Nettetal (Gemarkung Breyell, Flur 7, Flurstücke 284, 431 und 294)!/\|BW]] | Grabenanlage an Weyer Kastell                                | Breyell Dohrstraße 55, 41334 Nettetal (Gemarkung Breyell, Flur 7, Flurstück 428) Schmaxbruch, 41334 Nettetal (Gemarkung Breyell, Flur 7, Flurstück 98) Sprinkelhofer Weg 2, 41334 Nettetal (Gemarkung Breyell, Flur 7, Flurstück 107) Weyer Kastell, 41334 Nettetal (Gemarkung Breyell, Flur 7, Flurstück 120) Am Kastell 26, 32 und 34, 41334 Nettetal (Gemarkung Breyell, Flur 7, Flurstücke 284, 431 und 294) Karte                                                                        | Es handelt sich um die Grabenanlage zum ehemaligen wasserumwehrten Weyer Kastell, erhalten sind die Teile, die dem aus Herrenhaus und Wirtschaftshügel bestehenden Gebäudekomplex unmittelbar südwestlich, nordwestlich und nordöstlich vorgelagert sind.   |                                               | 01.12.1992       | 5               |
| BW | Haus Bey (Hofgraben)                                         | Hinsbeck An Haus Bey 15 und 16, 41334 Nettetal (Gemarkung Hinsbeck, Flur 21, Flurstücke 107 und 113) Karte | Das Haus Bey war von einem Wassergraben umgeben, von dem an der Ostseite der Anlage noch Reste sichtbar sind. | 1729                                          | 16.10.1996       | 6               |
| weitere Bilder | Wasserburg Haus Ingehoven                                    | Lobberich Burgstraße 6 und 8, 41334 Nettetal (Gemarkung Lobberich, Flur 12, Flurstück 588) Burgstraße 10, 41334 Nettetal (Gemarkung Lobberich, Flur 12, Flurstück 1342) Burgstraße, 41334 Nettetal (Gemarkung Lobberich, Flur 12, Flurstücke 753 und 1341) Kirchstraße 21, 41334 Nettetal (Gemarkung Lobberich, Flur 12, Flurstück 585) Kirchstraße, 41334 Nettetal (Gemarkung Lobberich, Flur 12, Flurstück 566 und 587) Karte                                                               | Die Grabenanlagen der ehemaligen Wasserburg Haus Ingehoven wurden bis auf einen westlich der Hauptburg gelegenen Teich aufgeschüttet und innerhalb des Parkes umgestaltet.                                                                                  | 15. Jahrhundert                               | 10.03.1998       | 7               |
| BW | Landwehrteilstück „Auf dem Damm“                             | Breyell Boisheimer Straße, 41334 Nettetal (Gemarkung Breyell, Flur 13, Flurstück 60) Karte | Es handelt sich um ein ca. 90 m langes Teilstück einer mittelalterlichen Landwehr, welches sich südlich der Straße von Boisheim nach Schaag in einem Waldstück befindet.                                                                                    | um 1350                                       | 28.07.2003       | 8               |
| BW | Landwehr, Jülicher Binnenlandwehr                            | Breyell Am Kreuzgarten / Happelter, 41334 Nettetal (Gemarkung Breyell, Flur 14, Flurstücke 316, 317, 319, 320, 321, 322) Karte | Es handelt sich um ein östlich des Sonnenbaches gelegenes Teilstück der Jülicher Binnenlandwehr. | um 1350                                       | 28.07.2003       | 9               |
| BW | Viereckschanze; Wallanlage                                   | Breyell Boisheimer Straße, 41334 Nettetal (Gemarkung Breyell, Flur 14, Flurstücke 144, 294, 295) Karte | Es handelt sich um eine viereckige Wallanlage (100 × 60 m), die sich südlich der Straße von Schaag nach Boisheim in einem Waldstück befindet. |                                               | 28.07.2003       | 10              |
| BW | Flachsrösten in Hinsbeck - Heide                             | Hinsbeck Nähe Heide 8, 41334 Nettetal (Gemarkung Hinsbeck, Flur 22, Flurstücke 168, 170, 248 und 249) Karte | Es handelt sich um eine ehemalige Flachsröstenanlage mit fünfzehn wassergefüllten Faulgruben, die sich an einem leicht abfallenden Hang zur Netteniederung, 2,1 km nördlich der Ortsmitte von Hinsbeck befindet.                                            | bereits 1246 im Viersener Gebiet nachgewiesen | 28.11.2003       | 11              |
| BW | Flachsrösten (22 Gruben)                                     | Hinsbeck Nähe Voursenbeck 2, 41334 Nettetal (Gemarkung Hinsbeck, Flur 24, Flurstücke 67, 68, 69, 82 und 184) Karte | Es handelt sich um eine ehemalige Flachsröstenanlage mit zweiundzwanzig wassergefüllten Faulgruben, die sich nordwestlich von Voursenbeck und zwei Kilometer nördlich der Ortsmitte Hinsbeck im Wald befindet.                                              | bereits 1246 im Viersener Gebiet nachgewiesen | 28.11.2003       | 12              |
| BW | Flachsrösten (18 Gruben)                                     | Hinsbeck Hombergen, 41334 Nettetal (Gemarkung Hinsbeck, Flur 22, Flurstücke 127, 128, 129 und 131) Karte | Es handelt sich um eine ehemalige Flachsröstenanlage mit 18 zum Teil wassergefüllten Faulgruben, die sich südlich des Galgenberges, 1,2 km nordwestlich der Kirche (in Hinsbeck) und nordöstlich vom Hormeshof im Niederungsbereich eines Siefens befindet. | bereits 1246 im Viersener Gebiet nachgewiesen | 28.11.2003       | 13              |
| Bunker (Ringstand) | Bunker (Ringstand)                                           | Lobberich Bocholt, 41334 Nettetal (Gemarkung Lobberich, Flur 52, Flurstück 72) Karte | Es handelt sich um einen Ringstand Typ 58 c, der im Verlauf einer Verteidigungslinie zwischen Westwall und Niersstellung errichtet wurde. | 1944/45                                       | 16.02.2004       | 14              |
| [[Vorlage:Bilderwunsch/code!/C:51.335971,6.203391!/D:Warthügel, Am Brandt, 41334 Nettetal (Gemarkung Leuth, Flur 7, Flurstücke 596 und 621) Am Brandt 1, 41334 Nettetal (Gemarkung Leuth, Flur 7, Flurstück 540)!/\|BW]] | Warthügel                                                    | Leuth Am Brandt, 41334 Nettetal (Gemarkung Leuth, Flur 7, Flurstücke 596 und 621) Am Brandt 1, 41334 Nettetal (Gemarkung Leuth, Flur 7, Flurstück 540) Karte | Es handelt sich um einen Warthügel, der zum Überblick über die ca. 200 m entfernte Grenze getragen haben könnte. |                                               | 16.02.2004       | 15              |
| [[Vorlage:Bilderwunsch/code!/C:51.354328,6.242732!/D:Wall- und Grabenanlage vor Krickenbeck, Plankenheide, 41334 Nettetal (Gemarkung Leuth, Flur 12, Flurstück 21) Schloßallee 1, 41334 Nettetal (Gemarkung Leuth, Flur 12, Flurstück 60) Am Schrolik, 41334 Nettetal (Gemarkung Leuth, Flur 13, Flurstück 57)!/\|BW]] | Wall- und Grabenanlage vor Krickenbeck                       | Leuth Plankenheide, 41334 Nettetal (Gemarkung Leuth, Flur 12, Flurstück 21) Schloßallee 1, 41334 Nettetal (Gemarkung Leuth, Flur 12, Flurstück 60) Am Schrolik, 41334 Nettetal (Gemarkung Leuth, Flur 13, Flurstück 57) Karte | Es handelt sich um eine Wall- und Grabenanlage zur Abschirmung der zur Wasserburg Krickenbeck führenden Allee. | 17. Jahrhundert                               | 16.02.2004       | 16              |
| weitere Bilder | Motte Alt-Krickenbeck                                        | Leuth Hinsbecker Straße, 41334 Nettetal (Gemarkung Leuth, Flur 3, Flurstücke 120, 620 und 621) Hinsbecker Straße, 41334 Nettetal (Gemarkung Leuth, Flur 4, Flurstück 556) Karte | Es handelt sich um die Reste einer mittelalterlichen Burganlage (fünfseitiges Plateau mit Senken, die den einstigen Grabenverlauf andeuten). | Mittelalter                                   | 17.02.2004       | 17              |
| BW | Flachsrösten in Galgenvenn (34 Gruben)                       | Kaldenkirchen Knorrstraße, 41334 Nettetal (Gemarkung Kaldenkirchen, Flur 10, Flurstück 173) Karte | Es handelt sich um eine ehemalige Flachsröstenanlage mit 35 zum Teil wassergefüllten Faulgruben, die 2,5 km südwestlich von Kaldenkirchen, am Rand einer anmoorigen Niederung in einem Waldgebiet liegt.                                                    | bereits 1246 im Viersener Gebiet nachgewiesen | 17.02.2004       | 18              |
| BW | Grabhügel, Grabhügelfeld                                     | Leuth Plankenheide, 41334 Nettetal (Gemarkung Leuth, Flur 12, Flurstück 1) Karte | Es handelt sich um ein hallstattzeitliches Gräberfeld, welches nördlich der Landstraße Leuth-Herongen befindet. | 800–620 v. Chr. (Periode Hallstatt C und D)   | 17.02.2004       | 19              |
| weitere Bilder | Wasserburg; Haus Baerlo                                      | Breyell Baerlo 12, 41334 Nettetal (Gemarkung Breyell, Flur 1, Flurstück 217) Karte | Es handelt sich um eine ehemalige (früher mit Graben und Wall umwehrte) Wasserburg und Rittersitz, die nur noch als Ruine erhalten ist. | 1326 als adeliges Lehnsgut erwähnt            | 18.01.2005       | 20              |
| [[Vorlage:Bilderwunsch/code!/C:51.339383,6.210063!/D:Landwehr, Leuther Landwehr, Am Hotschgraf, 41334 Nettetal (Gemarkung Leuth, Flur 6, Flurstück 58) Deller Weg 60 und 62, 41334 Nettetal (Gemarkung Leuth, Flur 6, Flurstücke 203 und 295) Am Brandt, 41334 Nettetal (Gemarkung Leuth, Flur 7, Flurstück 422)!/\|BW]] | Landwehr, Leuther Landwehr                                   | Leuth Am Hotschgraf, 41334 Nettetal (Gemarkung Leuth, Flur 6, Flurstück 58) Deller Weg 60 und 62, 41334 Nettetal (Gemarkung Leuth, Flur 6, Flurstücke 203 und 295) Am Brandt, 41334 Nettetal (Gemarkung Leuth, Flur 7, Flurstück 422) Karte | Westlich des Ortsteiles Leuth, etwa 400 m nordöstlich des Hofes Brand, verlaufen von Südwesten nach Nordosten zwei Teilstücke einer mittelalterlichen Landwehr.                                                                                             | um 1350                                       | 21.02.2005       | 21              |
| BW | Hofwüstung, Burgwüstung Hastert                              | Leuth May, 41334 Nettetal (Gemarkung Leuth, Flur 2, Flurstücke 511, 512 und 252) Karte | Es handelt sich um eine vierseitige Grabenanlage mit trapezförmigem Grundriss, die ca. 600 m östlich der Pfarrkirche von Leuth liegt. | 1394                                          | 21.02.2005       | 22              |
| BW | Landwehrteilstück der Geldrischen Grenzlandwehr Kölsum       | Lobberich Kölsumer Weg 39, 41334 Nettetal (Gemarkung Lobberich, Flur 43, Flurstück 37) Karte | Es handelt sich um ein Teilstück der geldrischen Territoriallandwehr, welches sich südöstlich von Lobberich in der Ortslage Kölsum befindet. | um 1350                                       | 22.02.2005       | 23              |
| [[Vorlage:Bilderwunsch/code!/C:51.303188,6.316344!/D:Landwehr; Geldrische Grenzlandwehr in Bocholt/Dornbusch, Bocholt, 41334 Nettetal (Gemarkung Lobberich, Flur 53, Flurstücke 34 und 35) Bocholt, 41334 Nettetal (Gemarkung Lobberich, Flur 41, Flurstück 1)!/\|BW]] | Landwehr; Geldrische Grenzlandwehr in Bocholt/Dornbusch      | Lobberich Bocholt, 41334 Nettetal (Gemarkung Lobberich, Flur 53, Flurstücke 34 und 35) Bocholt, 41334 Nettetal (Gemarkung Lobberich, Flur 41, Flurstück 1) Karte | Es handelt sich um ein Teilstück der spätmittelalterlichen Geldrischen Grenzlandwehr, welches sich 2,7 km östlich der Kirche von Lobberich an der Stadtgrenze zu Viersen befindet.                                                                          | um 1350                                       | 23.02.2005       | 24              |
| weitere Bilder | Wasserburg, Haus Bocholt                                     | Lobberich Bocholt 14, 41334 Nettetal (Gemarkung Lobberich, Flur 53, Flurstück 19) Karte | Es handelt sich um eine ehemalige Wasserburg am Fuße der Süchtelner Höhen. | 1096 erstmals erwähnt                         | 23.02.2005       | 25              |